# Mortes em janeiro de 2014
Mortes em 2014: ← Janeiro – Fevereiro – Março – Abril – Maio – Junho – Julho – Agosto – Setembro – Outubro – Novembro – Dezembro →
Esta é uma relação de pessoas notáveis que morreram durante o mês de janeiro de 2014, listando nome, nacionalidade, ocupação e ano de nascimento.

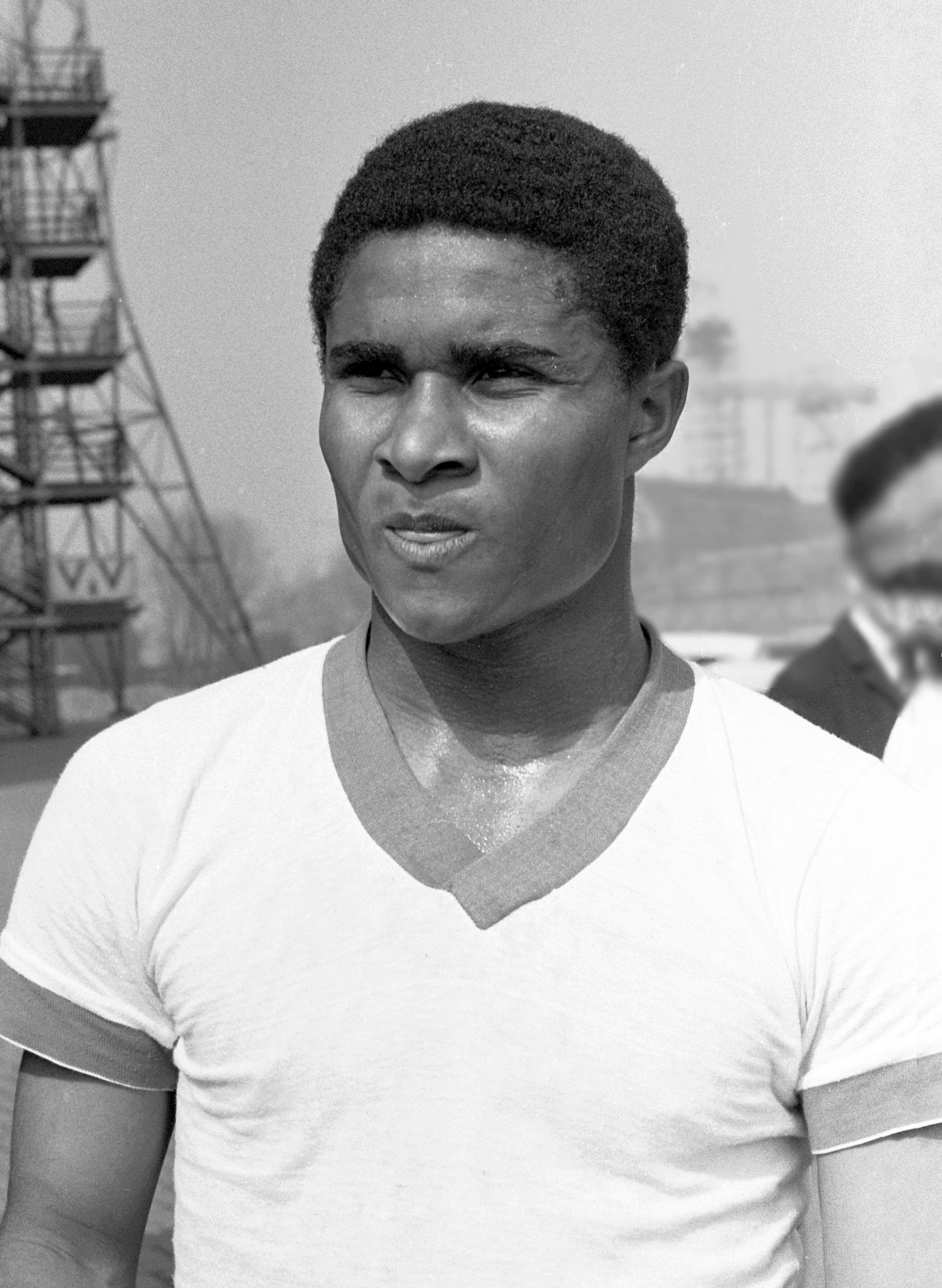
Eusébio, futebolista português

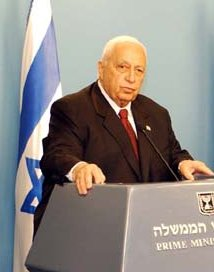
Ariel Sharon, político e militar israelense

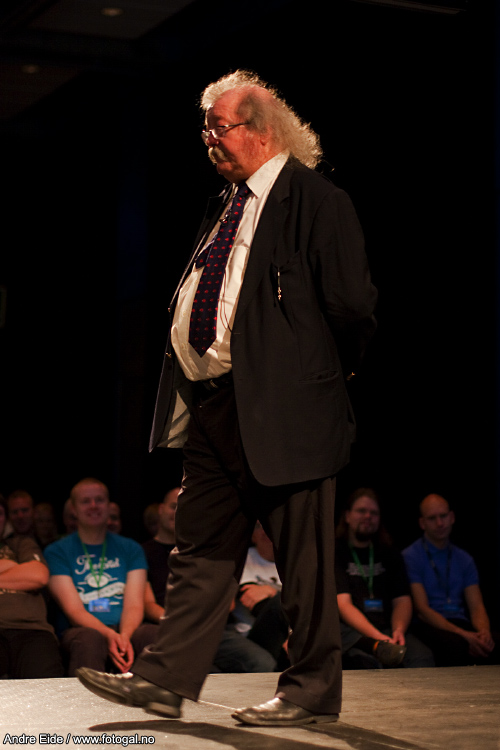
Jon Bing, escritor, jurista e professor de direito norueguês

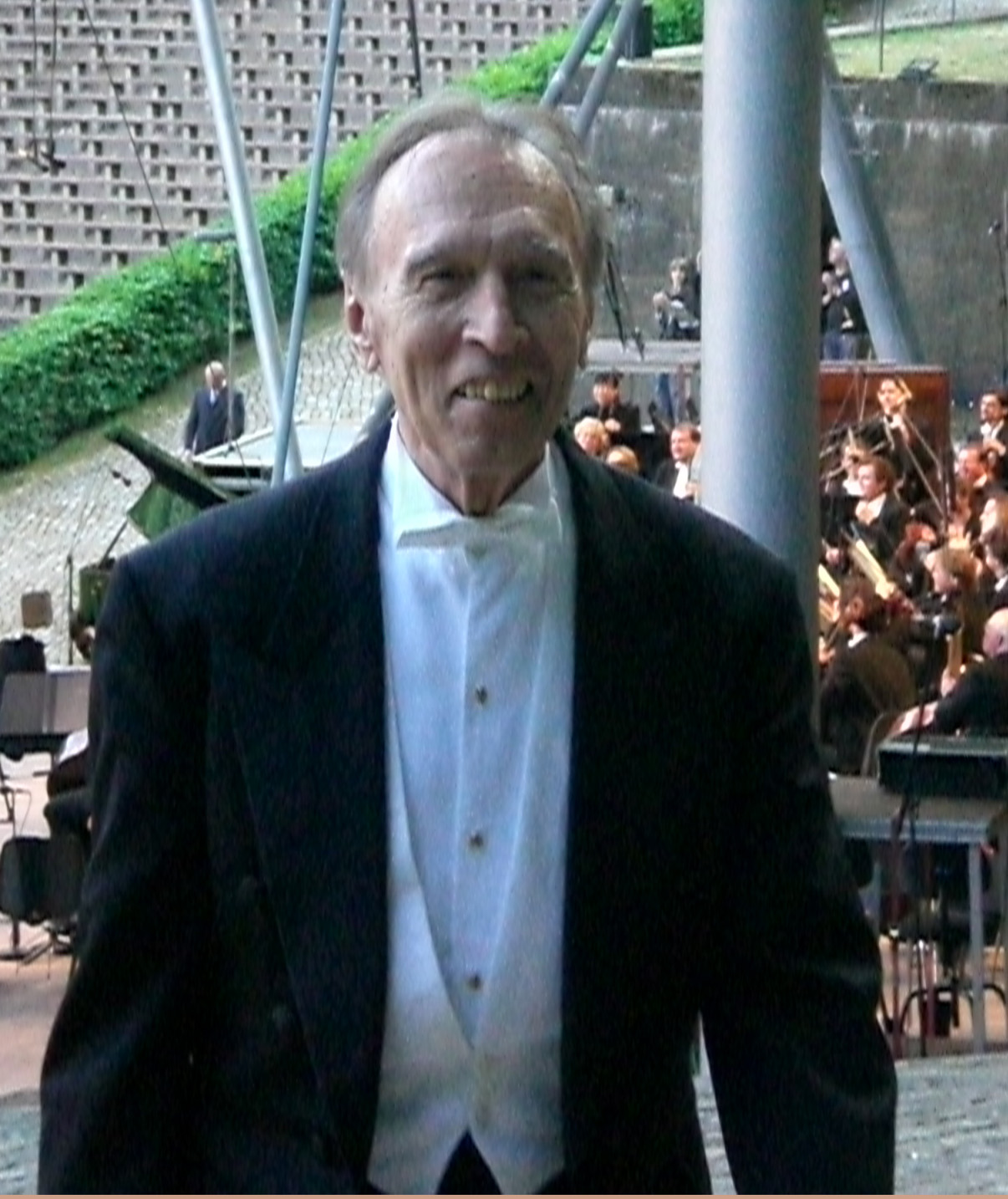
Claudio Abbado, maestro italiano

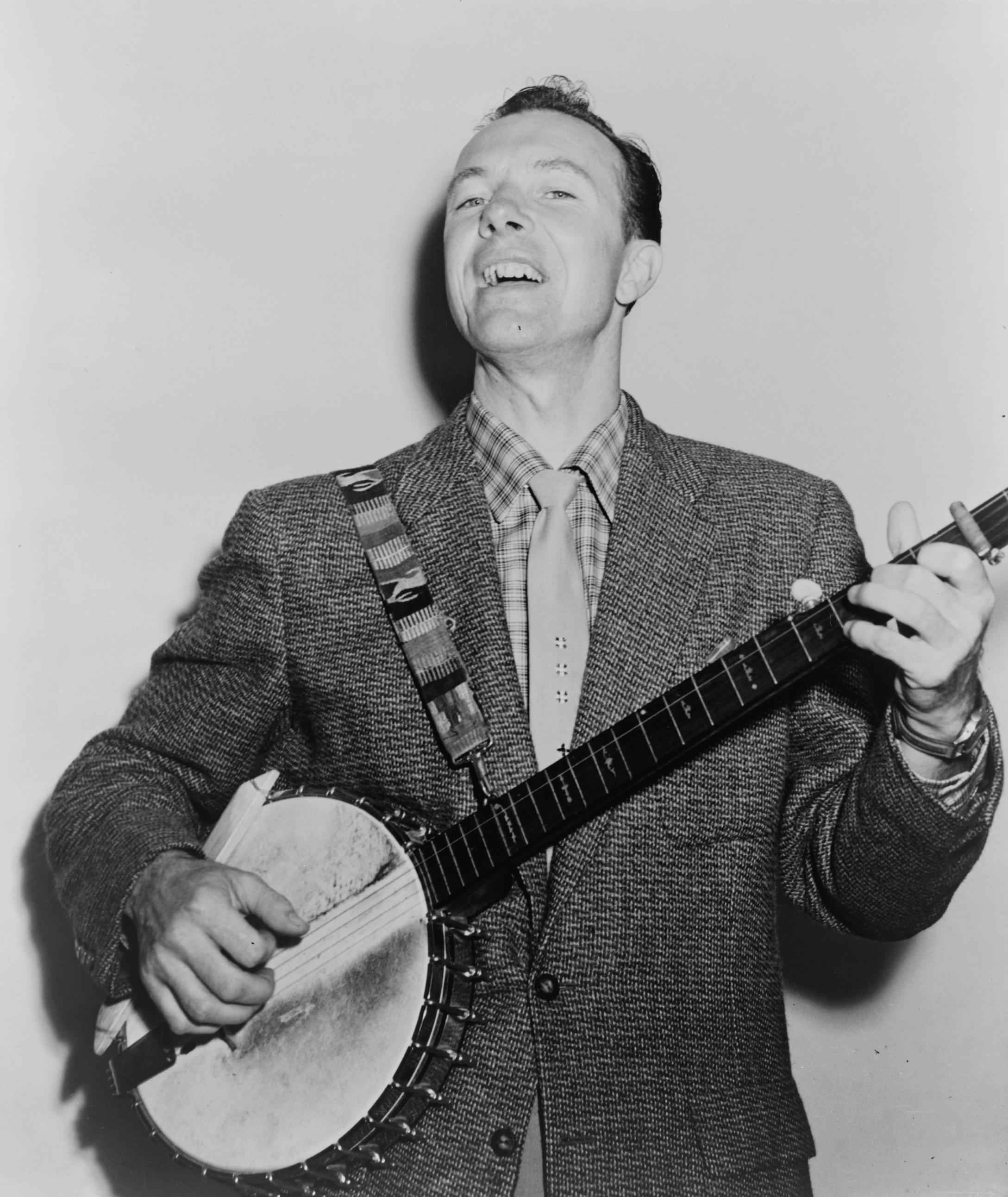
Pete Seeger, cantor estadunidense

| Dia | Nome                    | Profissão ou motivo de reconhecimento                   | País de nascimento | Ano de nasc. | Ref           |
| --- | ----------------------- | ------------------------------------------------------- | ------------------ | ------------ | ------------- |
| 1   | Josep Seguer            | Futebolista e treinador                                 | Espanha            | 1923         | [ 1 ]         |
| 1   | Juanita Moore           | Atriz                                                   | Estados Unidos     | 1914         |               |
| 2   | Yōko Mitsui             | Poetisa                                                 | Japão              | 1936         | [ 2 ]         |
| 3   | Alicia Rhett            | Atriz e pintora                                         | Estados Unidos     | 1915         | [ 3 ]         |
| 3   | Saul Zaentz             | Produtor cinematográfico                                | Estados Unidos     | 1921         | [ 4 ]         |
| 3   | Thilo Bode              | Militar                                                 | Alemanha           | 1918         | [ 5 ]         |
| 3   | Phil Everly             | Cantor                                                  | Estados Unidos     | 1939         | [ 6 ]         |
| 5   | Eusébio                 | Futebolista                                             | Portugal           | 1942         | [ 7 ] [ 8 ]   |
| 5   | Nelson Ned              | Cantor                                                  | Brasil             | 1947         | [ 9 ]         |
| 5   | Brian Hart              | Automobilista e engenheiro                              | Inglaterra         | 1936         | [ 10 ]        |
| 5   | Carmen Zapata           | Atriz                                                   | Estados Unidos     | 1927         | [ 11 ]        |
| 5   | Alma Muriel             | Atriz                                                   | México             | 1951         | [ 12 ]        |
| 9   | Dale Mortensen          | Economista                                              | Estados Unidos     | 1939         | [ 13 ]        |
| 9   | Norberto Ungaretti      | Advogado                                                | Brasil             | 1936         | [ 14 ]        |
| 9   | Amiri Baraka            | Poeta, escritor e dramaturgo                            | Estados Unidos     | 1934         | [ 15 ]        |
| 9   | Alberto Hoffmann        | Político                                                | Brasil             | 1920         | [ 16 ]        |
| 9   | João Faustino           | Político e professor                                    | Brasil             | 1942         | [ 17 ]        |
| 10  | Eric Palante            | Motociclista                                            | Bélgica            | 1963         | [ 18 ]        |
| 10  | Marly Marley            | Atriz, diretora de teatro e ex-vedete                   | Brasil             | 1938         | [ 19 ]        |
| 10  | Vugar Gashimov          | Enxadrista                                              | Azerbaijão         | 1986         | [ 20 ]        |
| 11  | Ariel Sharon            | Político e militar                                      | Israel             | 1928         | [ 21 ] [ 22 ] |
| 11  | Moacy Cirne             | Poeta, artista visual e professor                       | Brasil             | 1943         | [ 23 ] [ 24 ] |
| 13  | José Amin Daher         | Tenista                                                 | Brasil             | 1966         | [ 25 ]        |
| 14  | Mae Young               | Lutadora profissional                                   | Estados Unidos     | 1923         | [ 26 ]        |
| 14  | Juan Gelman             | Poeta                                                   | Argentina          | 1930         | [ 27 ]        |
| 14  | Jon Bing                | Escritor, jurista e professor de direito                | Noruega            | 1944         | [ 28 ]        |
| 15  | John Lowry Dobson       | Astrônomo amador                                        | China              | 1915         | [ 29 ]        |
| 16  | Hiroo Onoda             | Ex-oficial da inteligência do Exército Imperial Japonês | Japão              | 1922         | [ 30 ]        |
| 17  | Nadia Haro Oliva        | Atriz                                                   | México             | 1917         | [ 31 ]        |
| 18  | Dennis Frederiksen      | Cantor                                                  | Estados Unidos     | 1951         | [ 32 ]        |
| 19  | Bert Williams           | Futebolista                                             | Inglaterra         | 1920         | [ 33 ]        |
| 20  | Claudio Abbado          | Maestro                                                 | Itália             | 1933         | [ 34 ]        |
| 20  | Márcio Vip Antonucci    | Cantor e produtor musical, integrante d'Os Vips         | Brasil             | 1945         | [ 35 ]        |
| 20  | Jumber Lominadze        | Físico                                                  | Geórgia            | 1930         | [ 36 ]        |
| 21  | Georgi Slavkov          | Futebolista                                             | Bulgária           | 1958         | [ 37 ]        |
| 22  | François Deguelt        | Cantor                                                  | França             | 1932         | [ 38 ]        |
| 23  | Riz Ortolani            | Compositor                                              | Itália             | 1926         | [ 39 ]        |
| 24  | Shulamit Aloni          | Política e ativista                                     | Israel             | 1928         | [ 40 ]        |
| 24  | Aguinaldo Fonseca       | Poeta                                                   | Cabo Verde         | 1922         | [ 41 ]        |
| 24  | Abdelkader El Brazi     | Futebolista                                             | Marrocos           | 1964         | [ 42 ]        |
| 25  | António Soares Carneiro | Militar e político                                      | Portugal           | 1928         | [ 43 ]        |
| 26  | José Emilio Pacheco     | Poeta e ensaísta                                        | México             | 1939         | [ 44 ]        |
| 26  | Dona Tututa             | Pianista                                                | Cabo Verde         | 1919         | [ 45 ]        |
| 27  | Pete Seeger             | Cantor                                                  | Estados Unidos     | 1919         | [ 46 ]        |
| 28  | John Cacavas            | Maestro e compositor de cinema                          | Estados Unidos     | 1930         | [ 47 ]        |
| 30  | Donizete Galvão         | Poeta                                                   | Brasil             | 1955         | [ 48 ]        |
| 31  | Jorge Nunes             | Radialista                                              | Brasil             | 1950         | [ 49 ]        |